# Дорожково (Бежаницкий район)
Дорожково — деревня на юго-западе Бежаницкого района Псковской области. Входит в состав сельского поселения Кудеверская волость.
Расположена на Бежаницкой возвышенности, в 6 км к югу от волостного центра Кудеверь и в 50 км к юго-западу от райцентра Бежаницы.
Численность населения деревни составляет 91 житель (2000 год).